# Синусоїда

Графік функцій і на декартовій площині

Синусо́їда або синусоїда́льна хви́ля, це математична крива, що визначається в термінах синусоїдальної тригонометричної функції, графіком якої вона є. Це тип безперервної хвилі, а також гладка (повсякчасно диференційована) періодична функція. Вона часто зустрічається у математиці, а також у фізиці, техніці, обробці сигналів та багатьох інших галузях.

## Загальне
Синусоїдальна хвиля важлива у фізиці, через те що вона зберігає власну форму хвилі у разі додавання до іншої синусоїди тієї ж частоти та довільної фази й амплітуди. Це єдина періодична форма хвилі, що має таку властивість. Ця особливість приводить до її значущості в аналізі Фур'є і робить її акустично неповторною.
Для людського вуха звук, який складається з більш ніж однієї синусоїди, матиме відчутні гармоніки; додавання різних синусоїдальних хвиль приводить до іншої форми хвилі, отже, змінює тембр звуку. Наявність вищих гармонік на додаток до основних, викликає мінливість тембру, через що одна і та ж музична нота (однакова частота), виконана на різних музичних інструментах, звучить по-іншому. З іншого боку, якщо звук містить аперіодичні хвилі разом із синусоїдами (які є періодичними), то звук буде сприйматися як шумовий, оскільки шум визначається як аперіодичний або має неповторюваний малюнок.

## Ряди Фур'є

Показ основоположного зв’язку косинусоїди з колом

1822 року французький математик Жозеф Фур’є виявив, що синусоїдальні хвилі можна використовувати як прості будівельні блоки для опису та апроксимації будь-якої періодичної форми хвилі, зокрема й прямокутні, тобто абияку періодичну величину можна розбити на суму синусоїдальних ланок за допомогою розкладання в ряди (Фур’є). Фур'є використовував їх як аналітичний інструмент у вивченні хвиль і теплового потоку. Вони часто застосовуються в обробці сигналів і статистичному аналізі часових рядів.

## Визначення
Синусоїда — плоска крива, що задається рівнянням
{\displaystyle y(t)=A\cdot \sin(\omega t+\theta )}
Це рівняння задає хвилеподібну функцію часу ({\displaystyle t}) де:
- пікове відхилення від центра  =  {\displaystyle A} (амплітуда)
- кутова частота {\displaystyle \omega ,} (міряється в радіанах на секунду)
- Фаза = {\displaystyle \theta }

Зокрема, графік функцій синус і косинус є синусоїдою.